# 佐々木機工
佐々木機工株式会社（ささききこう）は、北海道室蘭市に本社を置く、機械器具専門商社。

## 概要
北海道室蘭市に本社を置く機械器具専門商社であり、苫小牧や札幌にも営業拠点がある。主力の事業は、概ね以下のとおりである。
- 産業用機械装置や工具・資材といった「産業用機械器具販売事業」
- 室蘭地域での生産活動を創出する「ものづくりコーディネイト事業」
- 工場内配管を超高圧水やショットラン工法を使って洗浄する「配管特殊洗浄工事」

## 営業所網

### 本社・室蘭営業所
- 北海道室蘭市東町2-2-19

### 営業所
- 苫小牧営業所
  - 北海道苫小牧市一本松町6-1

- 札幌営業所
  - 北海道札幌市白石区菊水6条3丁目

## 沿革
- 1962年 北海道室蘭市輪西町で、佐々木機工商会を創業。
- 1963年 佐々木機工株式会社を設立し、タンケンシールセーコウのサービスステーション業務を開始する。
- 1969年 札幌出張所を開設。
- 1970年 苫小牧営業所を開設。
- 1971年 岩手県釜石市に釜石出張所を開設。
- 1974年 東京都新宿区に東京出張所を開設。
- 1975年 ものづくりコーディネイトの先駆けとして、豊平製鋼と協業して『200t鋼片台車』を製作する。三菱電機メカトロニクス製品の販売を開始する。東京出張所を閉鎖する。
- 1988年 三桂製作所より、電線用地中埋設管継手『グリップロック』の製造委託を受け、㈱渡辺鋳工所ほか道内企業と提携して製作・納入開始
- 1989年 第一金属と提携し、北海道電力向け『電柱足場ボルト』の製作・納入開始
- 1990年 釜石営業所を閉鎖
- 1995年 白山製作所より蓄熱式電気暖房器『アルディ』の筐体他一部の生産を受託し、室蘭市内のアオキ製作や深川市のホクシンなどと提携して生産開始（1998年より、アルディ完成品の生産開始）
- 2003年 ホクシンと電気温水器『ハートホット』生産提携
- 2007年 北海道内で3社目となる、北海道環境マネジメントシステムスタンダード（HES）Step2を取得
- 2009年 東京中小企業投資育成より、1500万円の出資を受ける
- 2012年 創業から50年を迎える

## ものづくりコーディネイト
「ものづくりコーディネイト」は、地方の中小機械器具専門商社の取り組みとしては、大変珍しい事例である。
- きっかけ

　この取り組みのきっかけは、1980年代前半に室蘭製造業界を襲った『構造不況』を経験したことである。
- 目的

　この取り組みの目的は、機工商社としての立場から得られる市場情報（需要家が抱える問題点と、これを解決できる供給者技術情報）を基に、室蘭地域内で新たな継続的生産活動を創出し、その結果として佐々木機工が取扱う商品も生産活動に使ってもらうことである。
- 具体的事例

　・200t鋼片台車（豊平製鋼と協業）
　・電線用地中埋設管継手『グリップロック』（渡辺鋳工所ほかと協業）
　・電柱足場ボルト（第一金属と協業）
　・蓄熱式電気暖房器『アルディ』（アオキ製作、ホクシンなどと協業）
　・ノズル自走式管内洗浄機（永澤機械と協業）
- ものづくりコーディネイトに対する評価

　この取り組みは、本来総合商社が行うような取り組みを、地方の中小専門商社が行っている事が注目を集めた。東京中小企業投資育成のホームページによると、同社が出資を決定した要因として、佐々木機工の取り組みの中で「室蘭・苫小牧エリアにおける豊富なネットワークを基にしたコーディネート事業での調整力が認められ」たことを挙げている。